# Howard Brown (Musiker)
Howard Fuller Brown (* 24. Juli 1920 in Arkona, Ontario; † 2001) war ein kanadischer Pianist, Cembalist und Musikpädagoge.
Brown studierte an der University of Toronto bei Healey Willan und Leo Smith und am Royal Conservatory Klavier bei Lubka Kolessa und Boris Roubakine und Musikgeschichte bei Arnold Walter. Von 1949 bis 1950 unterrichtete er Klavier am Maritime Conservatory of Music in Halifax und von 1950 bis 1953 an der Mount Allison University, deren Department für Musik er anschließend bis 1967 leitete. Als Stipendiat der Royal Society of Canada studierte er 1957 in England Klavier bei Harold Craxton und Cembalo bei Valda Aveling. Von 1967 bis zu seiner Emeritierung 1984 leitete er das Musikdepartment der Bishop’s University. Als Klaviersolist und Konzertpianist unternahm Brown Reisen durch Kanada und trat bei der CBC auf.

## Quelle
- Howard Brown. In:  Encyclopedia of Music in Canada. herausgegeben von The Canadian Encyclopedia (englisch, französisch).
- Biographical sketch. (PDF; 144 kB) In: www3.ubishops.ca. Archiviert vom Original am 10. November 2016 (englisch).

| Personendaten    | Personendaten                                    |
| ---------------- | ------------------------------------------------ |
| NAME             | Brown, Howard                                    |
| ALTERNATIVNAMEN  | Brown, Howard Fuller (vollständiger Name)        |
| KURZBESCHREIBUNG | kanadischer Pianist, Cembalist und Musikpädagoge |
| GEBURTSDATUM     | 24. Juli 1920                                    |
| GEBURTSORT       | Arkona, Ontario                                  |
| STERBEDATUM      | 2001                                             |